# Liste der Mitglieder der American Academy of Arts and Sciences/1969
Im Jahr 1969 wählte die American Academy of Arts and Sciences 134 Personen zu ihren Mitgliedern.

## Neugewählte Mitglieder
- Morris B. Abram (1918–2000)
- James Richard Arnold (1923–2012)
- Michael Artin (* 1934)
- Michael Francis Atiyah (1929–2019)
- William Weaver Austin (1920–2000)
- Leona Baumgartner (1902–1991)
- Saul Bellow (1915–2005)
- Reinhard Bendix (1916–1991)
- Eric Bentley (1916–2020)
- David Harold Blackwell (1919–2010)
- Derek Curtis Bok (* 1930)
- William Henry Bond (1915–2005)
- John Tyler Bonner (1920–2019)
- Daniel Joseph Boorstin (1914–2004)
- John Brademas (1927–2016)
- Henry Wilkinson Bragdon (1906–1980)
- John Raymond Brobeck (1914–2009)
- Harold Brown (1927–2019)
- Douglas Wallace Bryant (1913–1994)
- Zbigniew Brzeziński (1928–2017)
- Gordon Bunshaft (1909–1990)
- Eleanor Margaret Burbidge (1919–2020)
- Loren Daniel Carlson (1915–1972)
- David Cecil (1902–1986)
- Robert Flint Chandler (1907–1999)
- Francis Sargent Cheever (1909–1997)
- Robert Frederick Christy (1916–2012)
- Kenneth Bancroft Clark (1914–2005)
- Preston Ercelle Cloud (1912–1991)
- Jerome Alan Cohen (* 1930)
- Sidney Paul Colowick (1916–1985)
- Philip Ernest Converse (1928–2014)
- Dale Raymond Corson (1914–2012)
- Alfred Walter Crompton (* 1927)
- Michel Crozier (1922–2013)
- Amos de Shalit (1926–1969)
- Vincent Paul Dole (1913–2006)
- David Herbert Donald (1920–2009)
- Robert Stuart Edgar (1930–2016)
- Thomas Eisner (1929–2011)
- Richard David Ellmann (1918–1987)
- Walker Evans (1903–1975)
- Francis Fergusson (1904–1986)
- Ross Lee Finney (1906–1997)
- Franklin Marvin Fisher (1934–2019)
- Joseph Frank (1916–2013)
- Herman Northrop Frye (1912–1991)
- Sergio Piero Fubini (1928–2005)
- Naum Neemia Gabo (1890–1977)
- Richard Lawrence Garwin (1928–2025)
- Kenneth Joseph Germeshausen (1907–1990)
- Nathan Glazer (1923–2019)
- Erving Manual Goffman (1922–1982)
- Herbert Sander Gutowsky (1919–2000)
- Hrothgar John Habakkuk (1915–2002)
- David Alan Hamburg (1925–2019)
- William Zev Hassid (1897–1974)
- Osamu Hayaishi (1920–2015)
- Howard Hibbard (1928–1984)
- Heisuke Hironaka (* 1931)
- Jerome Heartwell Holland (1916–1985)
- Mantle Hood (1918–2005)
- Alston Scott Householder (1904–1993)
- Eugene Ionesco (1912–1994)
- Dale Weldeau Jorgenson (1933–2022)
- Leonid Witaljewitsch Kantorowitsch (1912–1986)
- Morris John Karnovsky (1926–2018)
- Bernard Katz (1911–2003)
- Vladimir Isaakovich Keilis-Borok (1921–2013)
- Joseph Bishop Keller (1923–2016)
- Aaron Klug (1926–2018)
- Thomas Lauritsen (1915–1973)
- Jérôme Jean Louis Marie Lejeune (1926–1994)
- François Lesure (1923–2001)
- Robert Sabatino Lopez (1910–1986)
- Herbert Ernst Karl Lüthy (1918–2002)
- Andre Malraux (1901–1976)
- Bayless Andrew Manning (1923–2011)
- Irene Manton (1904–1988)
- Walsh McDermott (1909–1981)
- Robert Strange McNamara (1916–2009)
- Peter Anthony Mennin (1923–1983)
- Edmund Sixtus Muskie (1914–1996)
- Masayasu Nomura (1927–2011)
- Arthur Melvin Okun (1928–1980)
- Georg Ostrogorsky (1902–1976)
- Jan Theodoor Gerard Overbeek (1911–2007)
- Don Patinkin (1922–1995)
- Stanford Solomon Penner (1921–2016)
- Margery Freda Perham (1895–1982)
- Isadore Perlman (1915–1991)
- Harvey Stephen Perloff (1915–1983)
- Edith Porada (1912–1994)
- Mario Praz (1896–1982)
- John William Sutton Pringle (1912–1982)
- Joseph Austin Ranney (1920–2006)
- Pierre Eugène Georges Renouvin (1893–1974)
- Henry Schoellkopf Reuss (1912–2002)
- Hans Ris (1914–2004)
- Stein Rokkan (1921–1979)
- Herschel Lewis Roman (1914–1989)
- Henry Rosovsky (1927–2022)
- Andrei Dmitrijewitsch Sacharow (1921–1989)
- Harrison Evans Salisbury (1908–1993)
- Leonard Isaac Schiff (1915–1971)
- Maarten Schmidt (1929–2022)
- Charles Louis Schultze (1924–2016)
- Irwin Ira Shapiro (* 1929)
- Karl Jay Shapiro (1913–2000)
- Karl Manne Georg Siegbahn (1886–1978)
- Isaac Bashevis Singer (1904–1991)
- Charles Pence Slichter (1924–2018)
- Thomas Broun Smith (1915–1988)
- Alexander Issajewitsch Solschenizyn (1918–2008)
- Earl Reece Stadtman (1919–2008)
- Jack Steinberger (1921–2020)
- Fritz Richard Stern (1926–2016)
- Herbert Stern (1918–1998)
- Schlomo Zvi Sternberg (1936–2024)
- Noboru Sueoka (1929–2021)
- Earl Wilbur Sutherland (1915–1974)
- Paul Talalay (1923–2019)
- John Groff Truxal (1924–2007)
- Anthony Leonid Turkevich (1916–2002)
- Jerome Rubin Vinograd (1913–1976)
- Harry Hershal Wasserman (1920–2013)
- Gregorio Weber (1916–1997)
- Eudora Welty (1909–2001)
- Gilbert Fowler White (1911–2006)
- Robin Murphy Williams (1914–2006)
- William Houlder Zachariasen (1906–1979)
- Bruno Hasbrouck Zimm (1920–2005)
- Edgar Zwilling (1913–1971)
- Antoni Zygmund (1900–1992)